# フォーメーションZ
『フォーメーションZ』（フォーメーションゼット、英題：Aeroboto）は、ジャレコが企画、カワ電子技研が開発した、1984年より稼動開始したアーケードゲーム。

## 概要
テレビアニメ『超時空要塞マクロス』（1982年 - 1983年）などのヒット作品の影響で、当時のアニメ業界や玩具市場には変形ロボットブームが巻き起こっていた。本作はその流行がゲーム業界に波及した作品のひとつである。
2022年に本作のIPを所有するシティコネクションから完全新作となる『FZ：フォーメーションZ』が発表された。グランゼーラの共同開発。発表時点での対応プラットフォームはPlayStation 4で、以降プラットフォームを順次追加予定としている。。

## 開発
1985年にファミリーコンピュータ用として移植された。
その他、PC-8801などのパソコン版にiアプリ版などがリリースされ、また、PlayStation用『ジャレココレクションVol.1』（2003年）にファミリーコンピュータ版の移植が収録された他、ゲームボーイアドバンス用『じゃじゃ丸Jr.伝承記〜ジャレコレもあり候〜』（2004年）にも収録されている。なお、パソコン版への移植は当時のコーエーが担当したが、アセンブルリスト以外の仕様書等がほとんど残されていなかったため、同社創業者の襟川陽一が自らゲームをプレイし「目コピ」で開発を行ったという。

## ゲーム内容
内容は横スクロールのシューティングゲームである。自機「イクスペル」は可変戦闘機であり、ロボット形態と飛行形態に変形することが可能。4方向レバーと2ボタン（ジャンプ変身とパルスレーザー/ビックバン発射）を操作して、可変メカ「イクスペル」を操縦する。飛行形態では高速飛行できるがエネルギー消耗も激しく、エネルギーが0になると地上に落下する。エネルギー補給は地上に設置されたエネルギー・コアと接触することで行う。
攻撃には、速射できる「パルスレーザー」と、一定時間攻撃ボタンを押し続けること（溜め撃ち）で発射できる高威力の「ビッグバン」が用意されている。戦車やボスキャラなどビッグバンでしか破壊できない敵も存在し、これら2種の使い分けが重要となる。なお、この溜め撃ち攻撃のビッグバンは、シューティングゲームにおいて溜め撃ち攻撃を確立したアイレムの『R-TYPE』（1987年）よりも3年早く採用されており、本作はその元祖ともいえる。
地上ステージでエネルギーを貯めて、海のステージでエネルギーを消費する流れが基本。海を越えるためにはエネルギーを貯めておく必要があり、途中でエネルギーが切れてしまうと墜落する。自機「イクスペル」の持ち数はゲーム・スタート時に3機で、FC版とMSX版では得点が10,000点と30,000点、アーケード版では30,000点と120,000点でそれぞれ1機ずつ追加される。

## 設定

### ストーリー
西暦2701年、地球連邦は惑星ザナックを本拠地とする連邦軍第9特殊機構師団の反乱により総攻撃を受けた。半壊状態に追い込まれた地球連邦は、ザナック軍の特殊武器に対向すべく、試作段階にあった開発中の可変戦闘メカ「イクスペル」の開発を急ぐことになる。しかし、日増しにザナック軍の攻撃は激しくなり、これに耐えかねた地球連邦は未完成状態の「イクスペル」の出撃を決意した･･･。

### ステージ構成
平原戦、海上空中戦、砂漠戦を進んでいき、再び海上に出て、上空からザナック軍の前線機動要塞「S・T・Y」が出現して戦闘となる。中ボスの「S・T・Y」を撃破すると、イクスペルは大気圏を脱出して舞台は宇宙へ移り、浮遊大陸での戦闘となる。浮遊大陸戦を越えると宇宙空間での戦いへと突入し、ラストボスである機動大型要塞「ジズイリアム」が護衛艦「ニジ・エイダス」と「ニジ・アドウ」を伴って出現し、この戦闘に勝利すると1周（パターン）クリアとなる。

## キャラクター
イクスペル (IXPEL)
プレイヤーが操作する自機。戦闘局面に応じて、その形態をロボットと戦闘機とに自由に変形できるメカ。武装は105 mmビームキャノンで、パルスレーザーとビックバンとよばれる2種類の攻撃方法が可能。
ギルダ (GILDA)
ザナック軍の無人戦闘機。攻撃パターンが数種あり、突然スピードを上げて突っ込んでくる。
アエロン (AERON)
地表を漂うザナック軍の浮遊機雷。地上形態のままパルスレーザー連射で破壊できる。
ピグ (PIG)
飛行能力を持つザナック軍の多目的地雷。イクスペルが空中形態のときに上空を通過すると飛び上がってくる。
アールズィー (RZ)
ザナック軍のピグの改良型多目的地雷。水中から発射される。
ヘヴラム (HEVRAM)
ザナック軍の重戦闘機。かなりしつこく出現し、弾をたくさん撃ってくる。
ストラトス・ブライア (Storatos Brier)
反物質生物「ラ・ブライア」にサイコ・コントロール・ユニットを装着した生物兵器という設定であるが、連なって出現するだけで、ほとんと実害はない。
ミラージュ (MIRAGE)
ザナック軍の亜空間移送型攻撃ユニット。突然空中に出現して発射してはまた消える。
ヘラ (HELA)
ザナック軍の大型戦車。ビックバンでないと破壊できないうえ、地上形態のときは下向きに撃たないと当たらない。
サトウ・テム・ユル・ボワク (S・T・Y)
砂漠ステージ後の海上に出現するザナック軍の前線機動要塞。たくさんの弾をばらまく。装甲が強力で本体はビックバンでも通用しないが、上部回転砲塔が弱点。
ニジ・アドウ (NIZIADU), ニジ・エイダス
ジズィリアムの護衛艦。上下に動きながら激しい攻撃を仕掛けてくる。ビックバンで破壊可能。
ジズィリアム (GIZILIUM)
ザナック軍攻撃師団の旗艦となる大形機動要塞。鈍重でビックバンでも効果がないほどの重装甲であるが、中央のコアだけが弱点。

## 移植版
| No. | タイトル                                  | 発売日         | 対応機種                      | 開発元          | 発売元             | メディア                                      | 型式         | 売上本数 | 備考                                             |
| --- | ----------------------------------------- | -------------- | ----------------------------- | --------------- | ------------------ | --------------------------------------------- | ------------ | -------- | ------------------------------------------------ |
| 1   | フォーメーションZ                         | 1985年         | MSX/2                         | ヘクト          | 日本デクスタ       | ロムカセット                                  | ND-02MR      | -        |                                                  |
| 2   | フォーメーションZ                         | 1985年         | FM-7/77                       | ヘクト          | 日本デクスタ       | 3.5インチ2Dフロッピーディスク カセットテープ  | -            | -        |                                                  |
| 3   | フォーメーションZ                         | 1985年4月4日   | ファミリーコンピュータ        | ヘクト ジャレコ | ジャレコ           | 192キロビットロムカセット                     | JF-02        | -        |                                                  |
| 4   | フォーメーションZ                         | 1986年2月      | X1                            | ヘクト          | 日本デクスタ       | 5.25インチ2Dフロッピーディスク カセットテープ | -            | -        |                                                  |
| 5   | フォーメーションZ                         | 1986年4月      | PC-8801                       | ヘクト          | 日本デクスタ       | 5.25インチ2Dフロッピーディスク カセットテープ | -            | -        |                                                  |
| 6   | フォーメーションZ DX                      | 2003年2月      | iアプリ                       | PCCW Japan      | PCCW Japan         | ダウンロード                                  | -            | -        |                                                  |
| 7   | ULTRAシリーズ フォーメーションZ           | 2003年         | Windows                       | ジャレコ        | メディアカイト     | CD-ROM                                        | -            | -        | アーケード版の移植                               |
| 8   | ジャレココレクション vol.1                | 2003年10月23日 | PlayStation                   | PCCW Japan      | PCCW Japan         | CD-ROM                                        | SLPS-03562   | -        | ファミリーコンピュータ版の移植 他6作品と同時収録 |
| 9   | じゃじゃ丸Jr.伝承記〜ジャレコレもあり候〜 | 2004年5月26日  | ゲームボーイアドバンス        | PCCW Japan      | PCCW Japan         | ロムカセット                                  | AGB-BNJJ-JPN | -        | ファミリーコンピュータ版の移植 他4作品と同時収録 |
| 10  | 遊遊 フォーメーションZ                    | 2004年6月11日  | Windows                       | ジャレコ        | メディアカイト     | CD-ROM                                        | -            | -        | アーケード版の移植                               |
| 11  | フォーメーションZ                         | 2009年2月3日   | Wii                           | ジャレコ        | シティコネクション | ダウンロード （バーチャルコンソール）         | -            | -        | ファミリーコンピュータ版の移植                   |
| 12  | フォーメーションZ                         | 2010年7月20日  | Windows                       | ジャレコ        | ジャレコ           | ダウンロード （プロジェクトEGG）              | -            | -        | ファミリーコンピュータ版の移植                   |
| 13  | フォーメーションZ                         | 2017年3月29日  | Wii U                         | ジャレコ        | シティコネクション | ダウンロード （バーチャルコンソール）         | -            | -        | ファミリーコンピュータ版の移植                   |
| 14  | 8ビットコレクション ジャレコ Vol.1        | 2017年9月30日  | レトロデュオ （FC互換機）     | ジャレコ        | JNNEX              | ロムカセット                                  | -            | -        | ファミリーコンピュータ版の移植 他3作品と同時収録 |
| 15  | フォーメーションZ                         | 2020年3月19日  | PlayStation 4 Nintendo Switch | ジャレコ        | ハムスター         | ダウンロード （アーケードアーカイブス）       | -            | -        | アーケード版の移植                               |

## 評価
ホビーパソコン関連雑誌『マイコンBASICマガジン』の1987年2月号とじ込み付録小冊子「dexter SOFT CATALOGUE 全ソフト紹介 —日本デクスタ編—」のコメント欄において、「飛行機形態から白兵戦ロボットへ、そしてまた空へと自在にその姿を変化させる最新鋭戦闘メカ・イクスペル。ゲーム・センターにはじめてこれが出たときは、みんな驚きましたね」「ロボット・アニメではおなじみの変形だけど、それを操縦するってのはなかなかなかったし、かなりむずかしいゲームだったから、1パターン・クリアできなかった人はかなりいるんじゃないかな」とアーケード版を回顧しつつ、パソコン版（MSX）については「S・T・Yの猛攻や大型鑑ジズィリアムとの激戦など、スリリングに展開するシーンは刺激十分。流れる背景に気を取られていると、あっというまに撃墜される手強さだ」と紹介している。